# Og høsten kommer tidsnok
Og høsten kommer tidsnok är ett musikalbum med Anne Grete Preus, utgivet 1991 som CD, LP och kassett av skivbolaget Warner Music Norway.

## Låtlista
CD-version
1. "Sommerfuglvinger" – 4:44
2. "Se!" – 5:44
3. "Rangel" – 7:33
4. "Regle om mine dager" – 2:57
5. "Blå april" – 2:41
6. "Din vind" – 5:06
7. "Kald dag" – 6:43
8. "Veien inn" – 4:31
9. "Ønske" – 5:49

- Alla låtar skrivna av Anne Grete Preus.

## Medverkande
Musiker
- Anne Grete Preus – sång, gitarr, programmering
- Eivind Aarset – gitarr
- Bjørn Kjellemyr – basgitarr
- Ole Henrik Giørtz – keyboard, körsång
- Paolo Vinaccia – trummor, percussion
- Nils Petter Molvær – trumpet (på "Rangel")
- Tore Brunborg – saxofon (på "Din vind" och "Veien inn")
- Anne-Marie Giørtz – körsång (på "Se!"), visking (på "Rangel")
- Anders Wyller, Håkon Iversen, Lasse Hafreager – körsång (på "Kald dag")

Produktion
- Anne Grete Preus – musikproducent, ljudmix
- Sverre Erik Henriksen – programmering, ljudtekniker, ljudmix
- Alf Christian Hvidsteen – ljudtekniker
- Flemming Bjerke – ljudtekniker
- Cathrine Wessel – foto